# Этунди, Джуниор
Джуниор Этунди (Жюниор фр. Junior Etoundi; род. 30 января 1999, Яунде) — французский футболист камерунского происхождения, полузащитник.

## Клубная карьера
В 2010 году начал молодёжную карьеру во французском клубе «Страсбур». В 2015 перешёл в молодёжный состав команды «Мец». Весной 2017 года подписал двухлетний контракт с брестским «Динамо». 4 июня того же года дебютировал в Высшей лиге в матче против новополоцкого Нафтана, заменив на 84 минуте Джоэля Фамейе.
31 января 2020 года присоединился к португальскому клубу «Ковильян».